# Håstrup
|  | Håstrup er også navnet på en bebyggelse i Smidstrup Sogn, Vejle Kommune |
Håstrup er en by på Sydfyn med 318 indbyggere  (2024), beliggende 5 km nordøst for Faldsled, 34 km sydvest for Odense, 10 km nord for Faaborg og 25 km sydvest for kommunesædet Ringe. Byen hører til Faaborg-Midtfyn Kommune og ligger i Region Syddanmark. I 1970-2006 hørte byen til Faaborg Kommune.
Håstrup hører til Håstrup Sogn, og Håstrup Kirke ligger i byen. 1 km øst for byen ligger udsigtspunktet Trebjerg 128 m o.h.

## Årets Landsby 2020
Blandt 3 finalister vandt Håstrup titlen "Årets Landsby" i 2020. Årets tema var præget af Coronakrisen: "Hvordan kommer landsbyernes fællesskaber gennem en krise?" I Håstrup havde lokale musikere holdt modet oppe med musikalske indslag, bl.a. trompetkoncert fra kirketårnet. Allerede dagen efter nedlukningen arrangerede købmanden at frivillige gratis bragte varer ud, så udsatte og utrygge borgere kunne undgå indkøbsturen. Udendørsarealer blev åbnet for skole- og børnehavebørn; håndvaske og toiletter blev sat op og rengjort af forældre.

## Faciliteter
- Haastrup Friskole startede i 1992 med 30 elever, da kommunen nedlagde byens folkeskole. Skolen har nu 70 elever, fordelt på 5 grupper, der dækker 0.-9. klassetrin. Nær friskolen er der multibane og fodboldbane. Friskolen driver også Håstrup Børnehave og Vuggestue, som er en lille institution med plads til 10 vuggestuebørn og 20 børnehavebørn. Skole og børnehus har tilsammen 14 ansatte.[3]
- Håstrup har haft forsamlingshus siden 1874; det nuværende er fra 1986 og har plads til 150 gæster.[4]
- Byparken ligger tæt ved skolen og forsamlingshuset. Den rummer en lille sø, en bæk der løber gennem parken, bålhytte, sneglehøj, et skovstykke og 3 sheltere med bord/bænkesæt og bålplads.
- Haastrup Skytte- Gymnastik- og Idrætsforening har eksisteret siden 1866 og har gennem årene dyrket bl.a. gymnastik, fodbold, skydning, badminton og volleyball. Haastrup SG & IF har 150 medlemmer og lejer sig ind på Haastrup Friskole og i Svanninge Hallen.

## Historie
Det er formentlig Håstrup, der er nævnt i 1386 som Horsthorp. Forleddet er hord, der betyder hest. Efterleddet er -torp, der betyder udflytterbebyggelse. Håstrup er desuden nævnt som Hastorp i 1400, Hostruppe i 1490 og Horstruppe i 1553.
I 1785 oprettede oberstløjtnant Preben Brahe til Hvedholm et "hospital" (alderdomshjem) med et hus til 4 fattige. I slutningen af 1800-tallet havde Håstrup både skole og friskole samt et andelsmejeri.

### Kommunen
Håstrup Sogn delte ikke præst med andre sogne. Håstrup pastorat blev grundlaget for Håstrup sognekommune, der fungerede frem til kommunalreformen i 1970.
I 1865 fik alle kommuner pligt til at oprette et brandvæsen. Også i Håstrup blev der opført et sprøjtehus. Det blev revet ned omkring 1950 pga. en vejomlægning. Men sprøjten er bevaret og fik plads i et nyt sprøjtehus, der blev opført i 2011 på hjørnet af Trekanten og Pilekrogen.

### Jernbanen
Håstrup fik station på Odense-Nørre Broby-Fåborg Jernbane (1906-1954). Stationsbygningen er tegnet af arkitekten Emanuel Monberg og er bevaret på Banevej 8. Den 90 meter lange grusvej mellem Skånemosegyden og Faldsledvej er en bevaret rest af banens tracé.

### Dansk Træemballage
Savværket i Håstrup blev grundlagt i 1915. I 1989, da det hed Haastrup Træemballage, fusionerede det med Ribe Emballage, hvis historie går helt tilbage til Ribe Stampemølle, som blev opført i 1581. Senere har virksomheden fusioneret med emballagefabrikker i Brande, Hvidovre og Flauenskjold. Dansk Træemballage (DTE) beskæftiger nu 350 medarbejdere på de 5 produktionssteder. Hovedadministrationen ligger i Håstrup, hvor der er 100 medarbejdere.